# Concerto pour violon de Richard Strauss
Pour les articles homonymes, voir Concerto pour violon (homonymie).

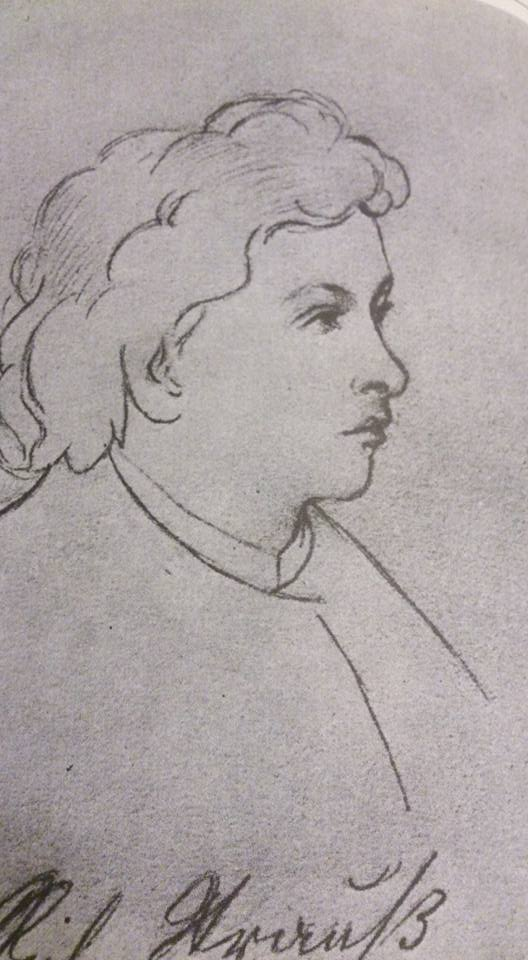
Portrait de Richard Strauss en 1880

Le concerto pour violon en ré mineur op. 8 a été composé par Richard Strauss en 1882.
Il s'agit d'une œuvre de jeunesse du musicien, alors étudiant à Munich et âgé de 17 ans. Les accents romantiques de la partition en témoignent d'ailleurs et Strauss, dans sa maturité, a émis un jugement sévère sur sa propre partition.
Il est dédié à Benno Walter, chef de l'orchestre Royal de Bavière et cousin du compositeur.
La première a lieu le 5 décembre 1882 à Vienne dans une réduction pour piano et violon (Strauss accompagnant au clavier le dédicataire). La version orchestrale est créée à Leipzig en 1889.
L'œuvre se compose de trois mouvements et la durée d'exécution est d'environ une demi-heure.
1. Allegro
2. Lento, ma non troppo
3. Rondo : Presto